# Dölsach
Dölsach är en ort och kommun i distriktet Lienz i förbundslandet Tyrolen i Österrike.
Kommunen består av fem orter (Ortschaften) (inom parentes invånarantal 1 januari 2024):
- Dölsach (1 031)
- Gödnach (423)
- Göriach (201)
- Görtschach (236)
- Stribach (418)